# Kościół Najświętszego Serca Pana Jezusa w Lubieniu Kujawskim
Kościół Najświętszego Serca Pana Jezusa w Lubieniu Kujawskim – rzymskokatolicki kościół parafialny znajdujący się w mieście Lubień Kujawski, w powiecie włocławskim, w województwie kujawsko-pomorskim, przy Placu Wolności. Należy do dekanatu chodeckiego.

## Historia
Kościół w stylu neoromańskim został wybudowany w latach 1884–1886 według projektu architekta Artura Goebela z Warszawy, poświęcony w 1909 pod wezwaniem Najświętszego Serca Pana Jezusa i św. Rocha. Wcześniej w Lubieniu były tylko świątynie drewniane. Kilkanaście lat trwało wykończenie wnętrza.

## Tablice
We wnętrzu i na ścianach zewnętrznych znajdują się tablice pamiątkowe ku czci:
- Tadeusza Kościuszki w setną rocznicę zgonu powieszona 15 października 1917 przez pierwszego burmistrza miasta Lubienia (na zewnątrz, przy wejściu),
- Tadeusza Sypniewskiego (ur. 21 listopada 1881, zm. 1942), proboszcza lubieńskiego (1937-1940), zamordowanego przez niemców w ich obozie koncentracyjnym w Dachau,
- dwunastu proboszczów lubieńskich pełniących obowiązki w parafii w latach 1909-2009,
- Henryka Treberta, zawiadowcy stacji Kaliska Kujawskie, zmarłego 4 maja 1899[3].

Są tu też epitafia dawnych właścicieli dóbr lubieńskich:
- Józefy z Gliszczyńskich Rutkowskiej (dziedziczki Kamiennej, zm. 27 lutego 1900),
- Marii z Rutkowskich Ciechomskiej (1861-1925) i Witolda Ciechomskiego, majora 2. Pułku Ułanów Grochowskich, kawalera Orderu Virtuti Militari i Krzyża Walecznych (1888-1921),
- Henryka Ciechomskiego, właściciela Kostulina, sędziego gminnego (1855-1936),
- Mariana Rutkowskiego, dziedzica Kamiennej (1817-1897),
- Witolda Radziszewskiego, zmarłego 2 sierpnia 1907[3].

Na zewnątrz, w pobliżu głównego wejścia stoi pomnik (stela) ku czci ofiar zbrodni katyńskiej, katastrofy smoleńskiej i przemocy w okresie PRL odsłonięty w 2011.